# Amine Boulahia
 (décembre 2018).
Si vous disposez d'ouvrages ou d'articles de référence ou si vous connaissez des sites web de qualité traitant du thème abordé ici, merci de compléter l'article en donnant les références utiles à sa vérifiabilité et en les liant à la section « Notes et références ».
Amine Boulahia est un footballeur international algérien né le 3 février 1987 à Tlemcen. Il évoluait au poste d'arrière droit.

## Biographie
Il se classe 2e de ce championnat en 2012 avec la JSM Béjaia, ce qui constitue sa meilleure performance.
Il reçoit une sélection en équipe d'Algérie, le 25 mai 2013, lors d'un match amical contre la Mauritanie (victoire 1-0).

## Palmarès
- Vice-champion d'Algérie en 2012 avec la JSM Béjaia.
- Finaliste de la coupe d'Algérie en 2008 avec le WA Tlemcen.
- Accession en Ligue 1 en 2009 avec le WA Tlemcen.
- Accession en Ligue 1 en 2018 avec le CA Bordj Bou Arreridj.